# Аббишрул
Аббишрул (англ. Abbeyshrule; ирл. Mainistir Shruthla, «монастырь у ручья») — деревня в Ирландии, находится в графстве Лонгфорд (провинция Ленстер).
Население — 245 человек (по переписи 2002 года).
В окрестностях деревни существует аэропорт, с помощью которого осуществляется воздушная связь с городом Лонгфорд.
Победитель Irish Tidy Towns Competition 2012 года.